# Сулиоты
Сулиоты (греч.  Σουλιώτες ) — немногочисленная, двуязычная (греко-албанская) группа населения горного региона Сули, расположенного на юге Эпира северо-западной Греции. С 1550 по 1803 годы 11 сёл сулиотов образовывали Сулиотскую конфедерацию (греч. Σουλιώτικη Συμπολιτεία). Несмотря на свою малочисленность (Согласно Д. Фотиадису не более 5 000 человек:A-324, по другим источникам около 10 000, а на пике до 20 000), сулиоты внесли огромный вклад в освободительную борьбу греков против Османской империи в XVIII и начале XIX веков, в особенности в годы Греческой революции.

## Этимология
Самая ординарная этимология слова Сули связывает его с алб. shul, которое однако может означать и кол, и балку, и вершину, и холм.
Были высказаны и другие взгляды: историк Констандинос Пандазис (Πανταζής Γ. Κωνσταντίνος) связывает этимологию Сули с проживавшем в Эпире, одним из первых древних греческих племён, именовавшимся селлы, около 800 до н. э. Греческий поэт Андреас Калвос в своей оде «Посвящение Сули» связывает Сули со страной селлов.
Некоторые историки связывают Сули с силионами, которых упоминает Стефан Византийский, а другие с городом Соллием (Σόλλιον, Sollium), упоминаемым Фукидидом. Петрос Фурикис (Πέτρος Φουρίκης) считает название албанским, от слова «сула» означающий дозор, в то время как греческий лингвист Георгиос Бабиниотис считает, что Сули происходит от алб. suli, означающее острую вершину (горы).

## История

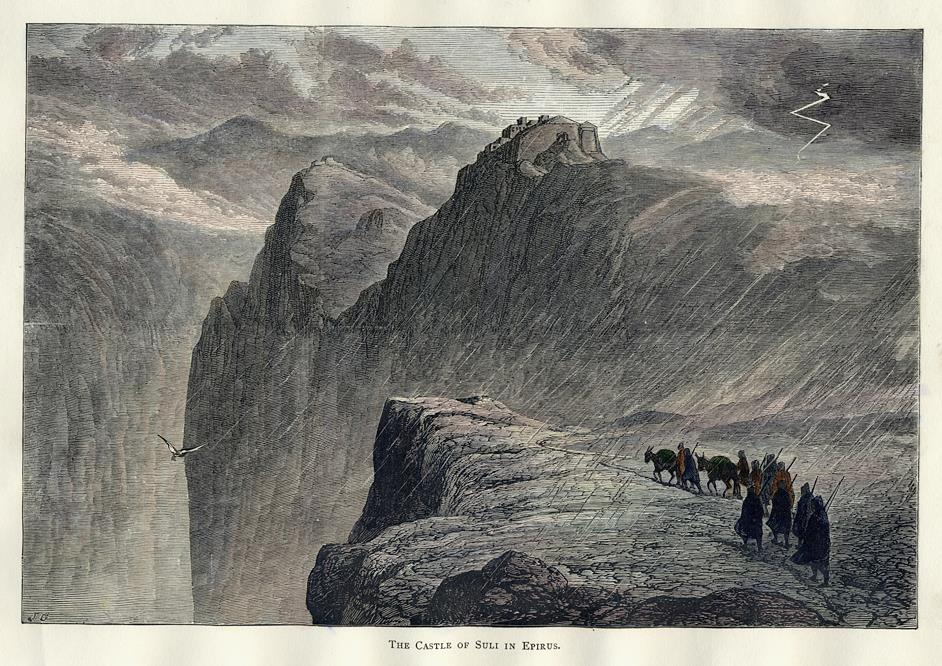
Сули, гравюра J.P.Mahatty

Предполагается, что около 1600 года, сулиоты переселились с равнин Теспротии в горы Мургас, где конфедерация их родов образовала единый фронт против осман. Афанасиос Гудас, участник Греческой революции, считал, что основателями Сули являются воины Георгия Кастриотиса, известного в истории под именем Скандербега, ушедшие в Эпир после смерти последнего, в то время как другой участник Освободительной войны, Перревос, Христофор, придерживающийся этой идеи, определил, что это случилось между 1500 и 1600 годами.

### Происхождение
Некоторые авторы считают, что сулиоты были двуязычными греками, которые говорили на греческом и албанском языках, но писали только на греческом.
Исследователь Эпира И. Ламбридис Ι. Λαμπρίδης считает, что сулиоты были смесью грекоязычных и албаноязычных православных христиан, которые нашли убежище в горах Сули в 17-м веке. Э.Протопсалтис (1984) исследуя дневник Фотоса Дзавеласа, датируемый 1792 годом и написанный на диалекте греческого, приходит к заключению, что первые сулиоты пришли из Гирокастро или
Химары Северного Эпира, где этот диалект широко распространён. Греческий язык засвидетельствован в топонимике Сули ещё до середины 17-го века. Чамские албанцы и валахи именовали сулиотов «греками».
Л. Куцоникас считает сулиотов потомками коренных эллинов Эпира, избегавших римские силы и нашедших убежище в горах ещё с древности.
А. Псалидас, секретарь Али-паши Тепеленского, пишет, что в Сули жили греки, которые воевали против албанцев многие годы.
Сами турко-албанцы считали своих врагов-сулиотов греками. Мели-паша, сын Али-паши, в своих письмах к отцу в 1803 году, именует сулиотов средневековым этнонимом греков Ромеи. Ахмет Муфит, внук Али-паши, разгневанный писал, что сулиоты спровоцировали нападение Али-паши (1789), поскольку считали себя греками и православными христианами, став орудием российской политики
 Русский дипломат Александр Хвостов пишет в 1793 году, что в Сули жили албанцы-христиане.
После своего первого знакомства с сулиотами, лорд Байрон описывает их «грубыми ромеями, которые немного говорят по-иллирийски».

### Поселение
Согласно господствующей теории, первые жители, обосновавшиеся в этих недоступных горах, основали четыре села, Сули, Самонива, Кьафа и Аварино, на расстоянии получаса пешехого хода одно от другого. Вместе эти сёла именовались общим именем Тетрахори (Τετραχώρι — четвероселие).
Позже, с ростом населения и притоком жителей, искавших убежище в горах, были созданы 7 новых сёл: Цекури, Алпохори, Палиохори, Гонала, Перихати, Вилиа и Контантес, которые все вместе образовывали Эфтахори (греч.  Εφταχώρι — семи-селие):325. Все эти 11 сёл образовали, так называемую исследователями, «федерацию», или «конфедерацию Сули».

### Правление
У сулиотов была своя форма общественной организации, которая основывалась на власти родов по мужской линии, так называемых фара, которых насчитывалось 47, представлявших 150 семей. Самыми значительными из них были «фары» Димодракоса, Зарбаса, Зерваса, Боцариса, Дзавеласа, Данглиса, Карабиниса, Куцоникаса и др.

Каждая «фара» имела своего вождя и наследовалась по мужской линии. Вожди «фар» образовывали своеобразную форму правительства которое именовалось «Критерий Отечества» (греч. Κριτήριο της Πατρίδας), которое одновременно являлось судом.
Верховная власть осуществлялась Всеобщим съездом (греч. Γενικό Συνέδριο), в котором принимали участие, кроме вождей родов и каждый сулиот, который отличился подвигом. Съезд решал вопросы войны, мира, союзов и всё что имело отношение к внешним связям «конфедерации», чьей столицей был Сули, где и происходили собрания этих двух органов.

## Обычаи

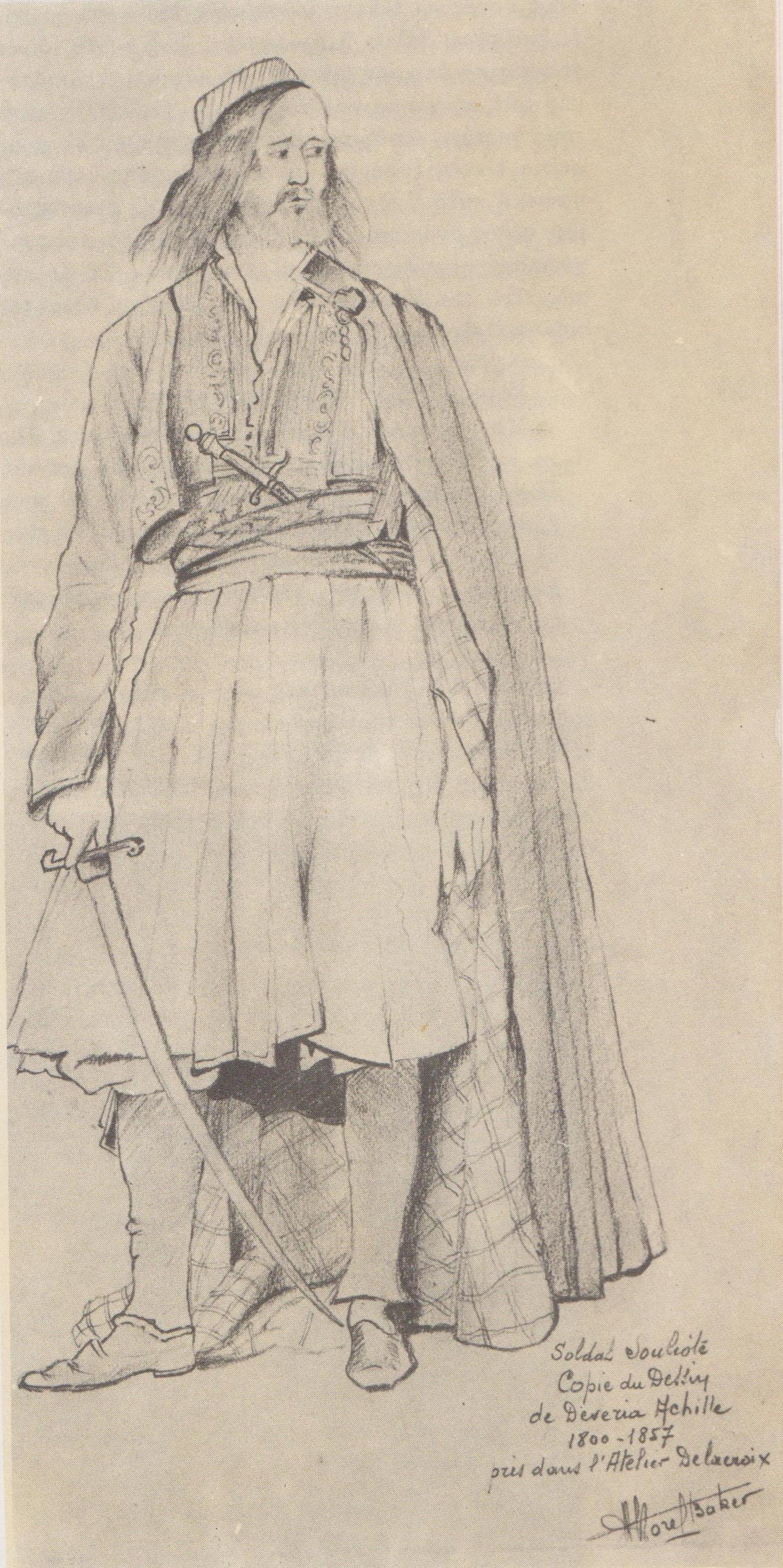
Девериа, Ашиль (1800—1857), «Сулиот»

О нравах и обычаях сулиотов писал в своём историческом труде Перревос, Христофор, после того как близко познакомился с ними, будучи посланный в Сули Александром Ипсиланти, для подготовки всегреческого восстания. Перревос писал: «Никто из сулиотов никаким другим искусством или ремеслом не владеет, кроме как владением оружия с детских лет. С оружием они едят, спят и просыпаются».
В целом сулиоты слепо подчинялись своим вождям в период войн. Считали свободу более значительной нежели их жизнь. Следовали суровым нравам. С уважением относились к своим жёнам, чтили отличившихся в сражениях, презирали трусов, но и их жён. Простое подозрение о морали женщины было достаточным для того чтобы забросить её камнями, по решению вождя фары. В случае супружеской неверности прелюбодейку помещали в мешок и выбрасывали в ущелье реки Ахерон, известной с древности как «река скорби».

Сулиоты всегда исполняли свои обещания и держали слово, которое считали священным («беса») и умерщвляли их нарушителей. Месть (вендетта) была нерушимым священным законом. Будучи мужественными, рискованными, свободолюбивыми, часто великодушными, патриотами, но также, в силу необходимости, были предрасположены к налётам и грабежу.
Байрон так характерно описывал их в своей «Песне к сулиотам»:
Дети Сули ! Киньтесь в битву,
Долг творите как молитву !
Чрез рвы, через ворота:
Бауа! Бауа! Сулиоты !
Есть красотки, есть добыча,
В бой ! Творите свой обычай !
Знамя вылазки святое,
Разметавшей вражьи строи,
Ваших гор родимых знамя,
В бой, на приступ, стратиоты,
Бауа !Бауа !Сулиоты !
Плуг наш — меч: так дайте клятву
Здесь собрать златую жатву;
Там, где брешь в стене пробита,
Там врагов богатство скрыто:
Есть добыча — слава с нами -
Так вперёд, на спор с громами !
Внешним отличием сулиотов было то, что они не стригли свои волосы, но, также как остальные греческие клефты, брили свои виски. Сулиоты носили греческую, Фустанеллу, а на груди перекрещивали ленты. Одежда женщин была вся в вышивках. Любимым музыкальном инструментом сулиотов был тамбурас, производная от древнего греческого тамбурис. Сулиоты жили с очень ограниченными продуктами, в силу скудности их горных земель. В результате чего, сама их природа вынуждала совершать налёты и грабить равнинные районы, вынуждая тамошних жителей откупаться, выплачивая налоги деньгами и продуктами. Жители 70 сёл подконтрольных сулиотам именовались «парасулиотами». Отношения между сулиотами и парасулиотами напоминали, как отмечал греческий историк Папарригопулос, Константинос, отношения между древними спартанцами и периеками.
И наконец, неслыханным был тот факт, что хотя они также платили султану, чтобы тот не досаждал им, годовой «поголовный» налог и, так называемый, «овечий» налог, они собирали эти налоги с парасулиотов, создавая странную картину правителей и подвластных. Но это не могло далее продолжаться в пределах пашалыка Али-паши, который «оправдано» направил свои действия против них.

## Войны

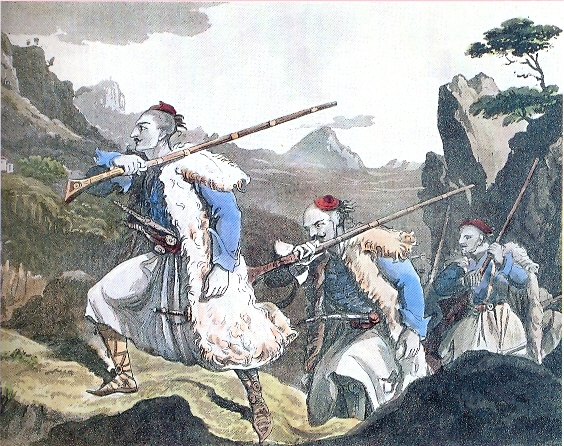
Воины-сулиоты, гравюра середины XIX века.

Турки османы многие годы пытались завоевать земли конфедерации сулиотов, вовсе не для того чтобы наложить налоги на абсолютно бесплодный регион, но чтобы нейтрализовать непокорных сулиотов с их, нарушавшей османский правопорядок, деятельностью. Первые столкновения сулиотов с турками и албанцами-мусульманами отмечены в 1635 году, но предполагается что они имели место и раннее. Исторические источники говорят о антитурецкой деятельности сулиотов в период венециано-турецкой войны (1684—1699), когда после успехов венецианцев, возникло революционное брожение на всём побережье Эпира, до Далмации.

### Войны до Али-паши
Войны до периода Али-паши носят в основном оборонный характер.
В 1721 году, Хаджи Ахмед, паша Янины, после того как сулиоты отвергли его требование покориться, осадил Сули, возглавляя 8.000 солдат. После внезапной ночной атаки сулиотов, Хаджи Ахмед, понеся большие потери, был вынужден отступить.

В 1731 году, при поощрении венецианцев, сулиоты и жители села Маргарити, начали военные действия. По приказу султана, против сулиотов выступил Хаджи Ахмед и другие беи региона, но без особого результата.

В 1754 году, Мустафа Паша, новый паша Янины, предпринял в свою очередь поход против сулиотов, который постигла участь всех предыдущих

В последующие годы, турко-албанец Мустава Кокка, с 4.000 солдатами и Бекир-паша, с 5.000 солдатами, атаковали Сули, но не смогли сломить сопротивление сулиотов

В 1759 году Дост-бей, комендант Дельвина, вновь атаковал сулиотов, но был побеждён ими.

В 1762 году, Максуда-агу воеводу Арты, постигла такая же участь, после поражения в регионе Лакка, но Максуд сумел удержать сёла Леловас и Лакопулос.

В 1772 году Сулейман Чапари, с войском в 9.000 человек, атаковал сулиотов, начавших военные действия, после того как в сентябре 1771 года, в ходе Пелопоннесского восстания, их посетил посланник от русских, с письмами Алексея Орлова. Сулейман не только потерпел поражение, как все его предшественники, но и сам попал в плен, в то время как число убитых и пленных турок было огромным. Перревос пишет, что Сулейман и другие беи, спасаясь, укрылись в церкви Святого Георгия. Сулиоты, не желая обстреливать церковь, запустили туда, с крыши, улей пчёл, вынудив турко-албанцев сдаться:327. Сулейман и другие пленные были освобождены после выкупа, присланного из Янины и Константинополя

В 1775 году последовала операция Курт-паши, который сумел дойти до региона Русиаца, но был вынужден отступить

Множество других, меньшего масштаба, непрекращающихся столкновений вынуждали сулиотов, по выражению. Х.Перревоса «есть с оружием, спать с оружием и с оружием просыпаться».

### Войны с Али-пашой
В 1788 году пашой Янины был Али-паша. Военные столкновения стали более интенсивными и жестокими. Причиной стала русско-турецкая война (1787—1792), в начале которой, в сентябре 1788 года, в Сули прибыл , Сотирис Луизис, посланник императрицы России Екатерины Великой, с задачей подтолкнуть сулиотов к отвлекающим военным действиям. В результате, в марте 1789 года, сулиоты военачальники, среди которых были Георгиос Боцарис, Ламброс Дзавелас, Зарбас Вейкос, Зервас, Николос, Дракос, Димос и другие заявили Екатерине, в своём ответном письме, что готовы воевать против Османской империи

Получив соответствующую информацию, Али-паша предпринял ряд походов против Сули.

#### 1-й поход — 1789
Весной 1789 года, Али-паша выступил против сулиотов с 10.000 турко-албанцев. Кампания длилась 4 месяца, но закончилась бесславно. Сулиоты вновь оказали сопротивление и проявили свои исключительные боевые способности. В июле Али-паша отступил, согласившись платить военачальникам Сули жалованье, в обмен на безопасность региона, получив в качестве гарантий в заложники 5 детей военачальников.

#### 2-й поход — 1792

Смерть Ламброса Тзавеласа, копия картины Липпарини, Людовико, Национальный исторический музей, Афины

В 1792 году, с окончанием русско-турецкой войны и подписанием Ясского договора, между Россией и Османской империей, Али-паша, с целью обеспечения безопасности в своём пашалыке предпринял второй поход против сулиотов, возглавляя 10.000 турко-албанцев.
Перед этим, Али попросил сулиотов выступить с ним против паши Аргирокастро. Не доверяя Али, сулиоты послали только 70 человек, во главе с Ламбросом Дзавеласом. Все были пленены турко-албанцами. Кроме одного, бежавшего и принёсшего весть в Сули. Обрушившись внезапно, как он полагал, против Сули, Али встретил сопротивление. Пленный Л. Дзавелас сумел убедить Али, что только он сумеет склонить сулиотов к сдаче. Оставив в заложниках своего сына, Фотоса, Ламброс Дзавелас возглавил сопротивление.
Сулиоты отбивали одну за другой атаки турко-албанцев. 16 сулиотов, возглавляемые племянником Ламброса, Кицосом Дзавеласом, погибли, защищая до конца первую башню при входе в Кьафу.
В критический момент сражения, в бой вступили около 300 женщин, возглавляемые женой Ламброса, Мосхо Дзавела. Турко-албанцы бежали, потеряв убитыми и раненными около 3 тысяч человек. Сулиоты потеряли 80 человек убитыми и около 160 раненными. Перревос пишет, что только треть турко-албанцев, принявших участие в походе, вернулась в Янину:330.
Ламброс Дзавелас умер от понесённых ран, и его сын Тзавелас, Фотос возглавил клан Дзавеласов и командование Сули, вместе с кланом Боцарис.
Итальянский художник Липпарини, Людовико отобразил смерть Ламброса на поле боя в 1792 году. Современный английский историк Дуглас Дакин также считает 1792 год годом смерти Ламброса. Но согласно некоторым источникам, Ламброс скончался через 3 года, в 1795 году, и его жена, Мосхо, возглавляла клан до передачи правления их сыну Фотосу.

#### 3-й поход — 1803
Али-паша оставил сулиотов в покое на протяжении 8 лет.
3-й поход Али-паши был начат в 1800 году. Между тем геополитическая обстановка в регионе изменилась следующим образом: с 1797 года, после венецианцев, Ионические острова перешли под контроль французов.
Вместе с островами, под их контроль перешли прибрежные анклавы Эпира Вутрото, Парга, Превеза и Воница. Но после того как Наполеон I предпринял поход в Египет и французы потерпели поражение на море (Битва при Абукире (1798)), Али-паша, проявив в очередной раз своё коварство, взял в плен французского командующего генерала Rose и захватил Вутрото и Превезу. В последней он учинил резню, как греческого населения города, так и французских пленных:331.
При этом Али-паша успел принять участие в походе против сепаратиста паши Видина, Османа Пасваноглу, (1798), с армией в два раза превышающей число запрошенного у него султаном солдат. Последнее придало ему большой вес в Османской империи. Установив почти полный контроль в Эпире и стремясь опередить проникновение англичан в свой регион, Али-паша решил организовать свой 3-й поход против сулиотов.
Али заявлял, что готовит поход против острова Лефкас, примыкающего к материку на расстоянии сотни метров, и собрал около 15 тысяч солдат. Но самое главное, он добился «предательства старика Георгия Боцариса, вождя самого сильного клана Сули». Старик Боцарис, вместе с 70 членами своего клана, перебежал к Али, заявляя что без него Сули не выстоит и 30 дней:332.
Но когда 2 июня 1800 года Али обрушился на Сули, он встретил ещё большее, по сравнению с предыдущими походами, сопротивление. Через 4 месяца, Али, напоминая старику Боцариса его слова, заявил, что если тот немедленно не сдаст ему Сули, то будет сожжён заживо. Боцарис, приняв яд, «отправился на тот свет, чтобы избежать, вероятно, гнева паши и угрызений совести»:333.
Али, не сумев взять Сули приступом, приступил к блокаде. Голод стал самым страшным врагом сулиотов. Но совершив отчаянную ночную вылазку, 500 мужчин и 170 женщин дошли до Парги, нагрузились каждый мешком продовольствия и направились к Сули. Турко-албанцы устроили им засаду, но, с помощью бросившейся на помощь возвращающимся ещё одной сотней сулиотов, операция по снабжению Сули продовольствием завершилась благополучно.
С момента начала осады прошло 18 месяцев За это время согласно Перревосу обороняющиеся сулиоты потеряли убитыми не более 100 бойцов, а турко-албанцы 3.800:333.
Али-паша вновь пошёл на хитрость предложив:
- 1.Прекращение блокады.
- 2.Ежегодную турецкую дотацию сулиотам.
- 3.Прекращение налётов со стороны сулиотов.

Сулиоты согласились и выслали, согласно запросу Али, 24 заложников, одного от каждого большого рода. Заложники были брошены в застенки и Али объявил, что если сулиоты не сдадутся, то он вырежет заложников. Сулиоты заявили, что не собираются сдаваться.
Али, не получив желаемого ответа, вновь предложил:
- 1.Деньгами, 1 миллион турецких грошей.
- 2.Чтобы сулиоты оставили Сули и переселились, куда им будет угодно.

Ответом было, что Отечество им слаще, нежели его гроши, и что свобода не продаётся, даже за все сокровища Земли. Они (сулиоты) готовы умереть до последнего:334.

## Исход из Сули
Советский историк Г. Арш нашёл архивах российского МИДа следующее письмо сулиотов императору Александру от февраля 1803 года:

Император!
Пожалей десять тысяч душ православных, осаждённых в горах Сули, из которых 1500 непрерывно воюют. Только вражескими трофеями мы держимся в жизни и ещё не умерли. Другой помощи, Господин, мы не просим, только пороха, свинец и хлеб.— Г. Арш – досье 5003, С. 19–21, Албания и Эпир в конце 18-го начале 19-го веков.
Сулиоты продержались ещё 10 месяцев, продолжая атаки на осаждающие их силы. Одной из них стал ночной налёт 400 мужчин и 200 женщин на самую сильную фортификацию, построенную осаждающими в Виллас. В ходе этой ночной атаки, сулиоты и сулиотки разрушили все четыре башни фортификации и убили более 200 турко-албанцев.
В ночь с 26 на 27 сентября, турко-албанцы, с которыми был и служивший Али-паше Кицос Боцарис, ведомые по козьим тропам предателем П.Гусисом, проникли тайком в Сули. Сулиоты, оставив свои сёла, собрались в Кунги и Бира. Отсюда, 1 ноября 1803 года, они нашли способ отправить следующее послание российскому императору Александру:

Мы повесили свои ружья и сидим на высоких скалах, чьи вершины видит только солнце. Ломаем камни и выкорчёвываем коренья из бесплодной земли. Перед ужасом тиранического рабства и из уважения к Отечеству и могилам наших предков, предпочитаем смерть— .
Али решил, что ружья уже не нужны и дал приказ «вырезать ятаганами это непокорное и вражеское туркам племя».
7 декабря 1803 года началась, предполагаемая, последняя атака турко-албанцев. Но после ещё 5 безуспешных атак, албанец Абадж Тепеленский набрался храбрости и обратился к Али. Абадж заявил что «цвет войска полёг здесь, в Кунги, и что если это будет продолжаться, нас вновь погонят женщины».
Перревос пишет, что в этот день было убито 700 турко-албанцев и до 1 тысячи было ранено.
Али бежал, поручив своему сыну, Вели, заключить соглашение с сулиотами, лишь бы ушли. Вели пришёл к соглашению с сулиотами.
Заручившись, священным для албанца и грека, словом «беса» и жизнью албанских пленных в Сули, Фотос Дзавелас повёл 13 декабря 1803 года колонну сулиотов из Сули в Паргу, откуда сулиоты переправились на остров Керкира, находившийся уже, как и другие Ионические острова, под российским контролем.
После ухода сулиотов из Кунги, монах Самуил, принявший решение не оставлять Отечество, взорвал поровой погреб, захоронив себя и приблизившихся турок.

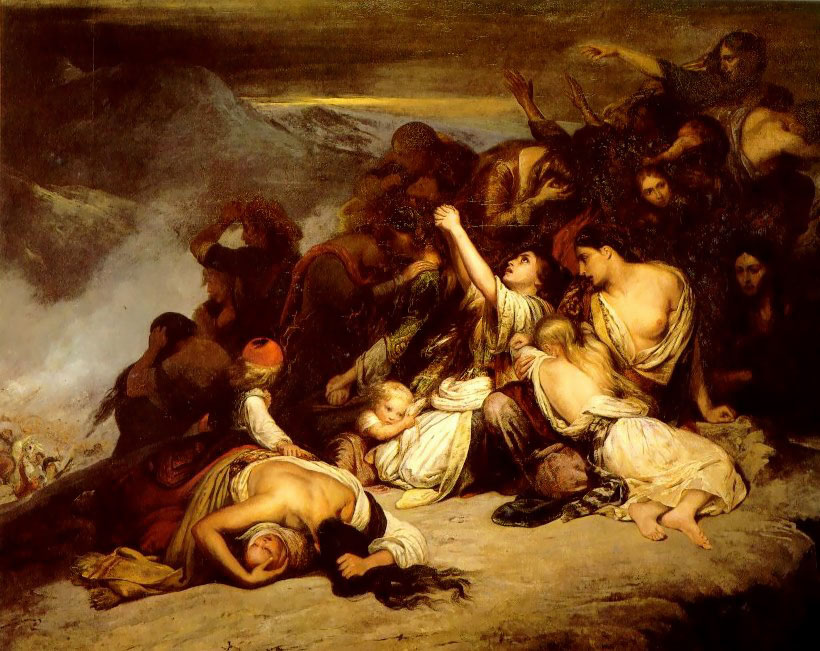
Сулиотки
Ary Scheffer (1827)

Некоторые из сулиотов подались на уговоры Кицоса Боцариса, который сотрудничал с Али. Кицос Боцарис убедил их довериться Али.
Последовавшие за Кицосом направились к мοнастырю Залонго, ожидая когда и куда Али направит их селиться.
16 декабря монастырь был обложен 3 тысячами солдат албанца Бекира. Бекир заявил, что он получил указание Али отвести сулиотов в Янину, предварительно разоружив их.
Сулиоты «осознали, что стали жертвами самого бесчестного из людей». Им не оставалось ничего другого, как сразиться и умереть. Сулиоты продержались 2 дня. На третий день, 18 декабря, стало очевидно, что дольше им не продержаться. Около 60 женщин предпочли смерть позорному плену. Поднявшись на скалу и начав греческий хороводный танец, при каждом круге танца выбрасывали в ущелье своих детей, а затем падали сами. Этот «танец смерти» получил в истории Греции название «Танец Залонго»:337. Сегодня, в честь «несгибаемого духа» этих женщин, на скалах Залоггоса установлен памятник.

Оставшиеся в живых мужчины и женщины ночью совершили прорыв. Из прорыва вышли живыми 1150 человек. Ведомые Кицосом Боцарисом, они направились к Вургарели, который Кицос сделал своей вотчиной, за время своего сотрудничества с Али.
Но Али не мог успокоиться, «пока последний сулиот в его пределах не будет убит». Для большей безопасности, сулиоты Кицоса перешли в монастырь Богородицы в горах Аграфа, в Селцо.
Турки осадили монастырь. Сулиоты продержались 4 месяца. Когда турки ворвались в монастырь, более 160 женщин повторили события Залонго, бросившись в реку Аспропотамос, где и приняли смерть, вместе со своими детьми. Только 50 бойцам и 1 женщине, возглавляемым Кицосом Боцарисом, среди которых был и его сын Маркос, удалось прорваться в Паргу и переправится на Керкиру.

## На Керкире

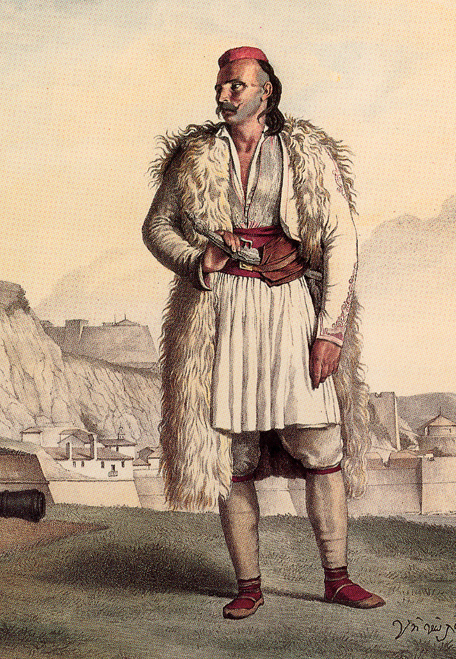
Дюпре, Луи (художник): Сулиот на Керкире

Многие из выживших сулиотов поступили на русскую службу на острове Керкира, где составили значительную часть греческого легиона. Это был полк иррегулярных бойцов, организованный русскими из сулиотов и других греков из регионов Химара и Мани, а также греческих клефтов и арматолов. Сулиоты приняли участие в экспедиции в Неаполь в 1805 году, в экспедиции российского флота на остров Тенедос в 1806 году, в Далмацию в 1806 году.
К 1807 году русско-турецкие отношения ухудшились и Али оказывая услугу султану стал готовиться к взятию острова Лефкас.
Подготовку острова к обороне взяли на себя Каподистрия, Иоанн и присланные русскими, греки по происхождению, посланник царя Георгий Мочениго и генерал Папандопуло, Эмануил Григорьевич. По призыву Каподистрии на остров прибыли со своими отрядами клефты Пелопоннеса и Средней Греции.
Атака Али-паши не состоялась, но подготовка к обороне острова привела к самой большой сходке греческих военачальников в начале века. Кроме сулиотов, здесь оказались такие известные военачальники, как Колокотронис, Теодорос, Гривас, Теодорос, А.Кацантонис, что укрепило их отношения в преддверии Греческой революции.
По условиям Тильзитского мира 1807 года, российские войска ушли с Ионических островов и передали острова под контроль Франции. Сулиоты и другие греческие эмигранты- военные перешли во французское соединение, известное под именем Полк сулиотов (Régiment Souliot). В период англо-французского противостояния 1810—1814, сулиоты, находясь на французской службе, противостояли другим греческим эмигрантам, которых англичане свели в полк лёгкой пехоты. Учитывая тот факт, что сулиоты входили в гарнизон острова Керкира, который находился под французским контролем до 1814 года, очень немногие из них поступили на службу к англичанам.

## Возвращение на Родину
Греческая революционная организация Филики Этерия, готовя всегреческое восстание, играла на меж-османских противоречиях и поощряла сепаратистские стремления Али-паши. В свою очередь, Али-паша, имея информацию, что руководство Этерии находится где-то в России, предполагал, что Российская империя замешана в греческих планах и надеялся, с помощью гетеристов, получить российскую поддержку. Гетеристы не только не стали лишать Али-пашу иллюзий, но и дезинформировали его о ожидаемом скором российском вмешательстве.
В свою очередь Али-паша информировал осман о готовившихся греческих планах, но к его словам относились с недоверием, в силу его сепаратистских тенденций. К тому же, Али, убравший (убив) с своей дороги ряд своих противников из среды албанцев и турок, имел много врагов в окружении султана:342.
Али-паша осознал, что ему не избежать столкновения с султаном. В мае 1820 года он обратился в Янине к мусульманам и христианам с речью, заявляя, что в их интересах противостоять султану, объединив свои силы. В феврале состоялась его встреча с гетеристом Иоанном Папарригопулосом, который служил переводчиком в российском консульстве в Патрах. Папарригопулос ещё больше укрепил его иллюзии, что за гетеристами стоит Россия. «Старая лиса (76 лет) играла игру гетеристов, считая что гетеристы играют его игру».
К середине 1820 года против Али были посланы войска 26 пашей и сыновья и внуки Али, один за другим, сдавали крепости. В этой межосманской войне греки воевали как на стороне Али-паши, так и на стороне султана.
300 сулиотов, под водительством Нотиса Боцариса и Кицоса Дзавеласа высадились с Керкиры, заявив туркам, что хотят принять участие в войне против своего врага.
Когда сулиоты встали под стены Янины, Али-паша, чтобы нейтрализовать нового врага, сулиотов, предоставил им бумагу, где подписывался что возвращает им Сули. 15 января 1821 года, накануне Греческой революции, состоялось возвращение Сули сулиотам. На подписанном документе албанцы клялись в том, что «кто из мусульман нарушит мир, пусть умрёт евреем», а сулиоты, «если греки нарушат договор, пусть умрут отступниками Христа»:344.
Султана настолько обеспокоил этот вырисовывавшийся союз, что он приказал патриарху Григорию  предать сулиотов анафеме, что тот и исполнил дважды (24 декабря 1820 и 4 января 1821):345.

## Греческая революция

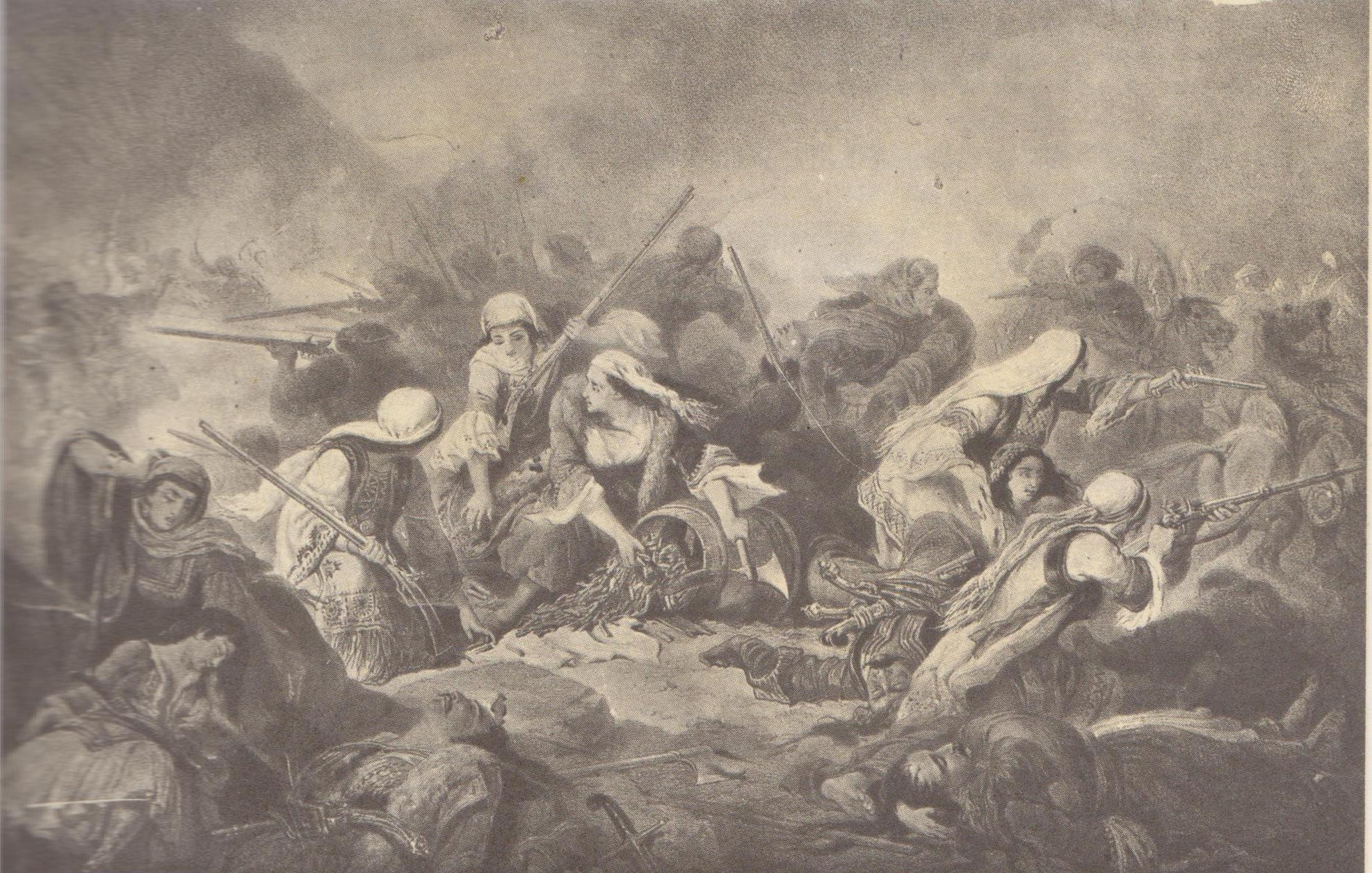
Невиль, Альфонс де (1836—1885), «Женщины Сули»

На фоне, благоприятного для них, межосманского столкновения и оттока османских сил из Пелопоннеса и других греческих регионов к Янине, гетеристы приняли решение начать своё восстание. Начавшиеся военные действия в Придунайских княжествах в феврале 1821 года и продолжающаяся осада Али, способствовали восстанию на юге греческих земель в марте.
Когда восстание охватило Западную Грецию, Хуршит-паша, командующий султанскими войсками в Эпире, был вынужден воевать как против Али-паши и сулиотов, так и против повстанцев:В87.
13 ноября сулиоты, вместе с другими греческими повстанцами и албанцами, временно отбили у султанских сил город Арта.
2 января 1822 года Али-паша был вынужден оставить крепость Янины и укрылся на островке озера Янины.
24 января осаждённый Али-паша был убит.
Хуршит завершил свою задачу и его силы были свободны. Собрав 36.000 солдат, в основном албанцев, Хуршит был готов направиться к сердцу восстания, на Пелопоннес. Но вожди албанцев отметили Хуршиту, что было бы неосторожно оставить за собой «осиное гнездо» — Сули. Хуршит попытался миром остановить столкновения с сулиотами, напомнив им что виновник всех их несчастий, Али, убит.
Сулиоты ответили, что действительно Али был виновником их действий, но также и восстания всех «эллинов» и, следовательно, Хуршиту следует обратиться ко всем «восставшим эллинам», а они последуют решению остальных. Для отуреченного в детстве грузина, каковым Хуршит и был, не было восставших эллинов, а были только мятежники против власти султана:В198.
Последнюю попытку к примирению предпринял албанец, воевода Омер Вриони. Отвечая на всевозможные аргументы Вриони, сулиоты ответили: «И армии Хуршита не удастся наложить руку на наших жён и детей, и мы не оставим их живыми, если это понадобится».
Хуршит, отложив поход в Пелопоннес, бросил против сулиотов армию в 15 тысяч солдат.
16 мая три колонны турко-албанцев начали с трёх сторон наступление на Сули.
Сулиоты располагали только 1 тысячей бойцов, под командованием Г. Дракоса Г. Данглиса, Нотиса Боцариса:В199.
Располагая малыми силами и меняя позиции, сулиоты собрались у Кьафа, Аварико и Хониа. В последнем они брали воду. Турки решили брать прежде всего Аварико и Хониа, чтобы лишить воды тем, кто укрылся в Кьафа.
29 мая Хуршит-паша произвёл своё генеральное наступление и сулиоты в Аварико стали отступать. Вокруг Дракоса и Ф.Бетирикоса осталось только 30 бойцов. Дракос заявил им, что они тоже могут уйти, пока есть время, но пусть знают, что мы и все сулиоты пропадут, если турки займут Аварико. Все остались умереть, сражаясь. На них обрушилась первая волна 400 турко-албанцев, которым было обещано по 500 грош каждому за подавление этого последнего очага сопротивления. В последний момент, на помощь тридцати, прибыли из Кьафы Нотис Боцарис, Г. Данглис и Н. Фотомарас с подкреплением. После чего, в опасности оказалась и Кьафа. И ещё раз в истории Сули, положение здесь спасли сулиотки. Бросив своих детей на произвол судьбы, и «чья судьба была предрешена, в случае поражения» сулиотки как «менады» бросились с металлическими и деревянными кольями на турко-албанцев, бросая также на их головы осколки скал. Османы отступили в Самонива. Аналогичная картина наблюдалась в Аварико и Хониа, где на помощь мужчинам прибыли 300 женщин с ружьями и кольями. В Аварико османы продержались до сумерек, рассчитывая скрыться с наступлением темноты. Но «специалисты ночного боя гонялись за ними, отправляя их из временной в вечную тьму». Сам Омер Вриони чудом избежал плена.
Хуршит обзывал свои войска трусами, но осознал, что потратил ценное время. Хуршит оставил во главе войск осаждавших сулиотов Вриони, а сам направился в Ларису, для организации похода на Пелопоннес:В202.
Между тем, 16 июня около 3 тысяч греческих повстанцев вышли из Месолонгиона на помощь сулиотам.
29 июня авангард этих сил, которым командовал Маркос Боцарис и Г. Варнакиотис дал бой в Плака, в 10 часах пешего хода от Сули, но потерпел поражение.
4 июля весь экспедиционный корпус, шедший на помощь сулиотам, потерпел поражение в сражении при Пета:В212.
После поражения повстанцев при Пета стало очевидно, что блокированные в Кьафа-Аварико-Хониа сулиоты были обречены. Рано или поздно их сломит голод, как раньше, при Али-паше. Но сулиоты даже не помышляли начать переговоры. На помощь туркам пришла британская дипломатия. Английский консул в Превезе начал систематически дезинформировать своими письмами осаждённых сулиотов о ходе Греческой революции. Вплоть до того, что якобы Национальное собрание, считая, что после (вымышленных) поражений всё потеряно, приняло решение прекратить борьбу, в обмен на амнистию. После чего, английский консул явился пред сулиотами посредником и спасителем. 28 июля сулиоты подписали в английском консульстве Превезы договор, в котором соглашались оставить свои горы и перебраться на Ионические острова. Контр-адмирал Д.Иконому, кроме прочего, объясняет усердие англичан перевезти сулиотов на подконтрольные им острова их намерением препятствовать переходу сулиотов в держащий оборону Месолонгион:В214.
2 сентября, 750 оставшихся в живых сулиотов, вместе с жёнами и детьми, оставили навсегда свои горы и были отправлены на остров Кефалиния.
Их продолжительная оборона была ценной для сражавшейся греческой нации, поскольку оттянула на себя отборные албанские части.
Англичане разместили сулиотов в крепости Ассос, на карантин. 72 дневный «карантин» обернулся для сулиотов болезнями. В довершение, часть сданного им оружия было выкрадена или разломана, чтобы выбрать серебро. Но оружие для сулиотов было их основным имуществом.
Лишения земляков в Кефалинии вынудили Маркоса Боцариса, находившегося тогда в Месолонгионе, сделать «тяжёлое, но справедливое» заявление: «Эллины являются рабами там, где развевается британский флаг». Пока длился карантин, английский губернатор острова попытался заполучить у  Христофора Перревоса  заявление о том, что виновником Греческой революции был российский министр Иоанн Каподистрия . После карантина сулиоты перебрались на Керкиру, откуда тайком и небольшими группами стали перебираться в восставшую Грецию:В215.

## В боях Освободительной войны
Несмотря на их малое число, участие сулиотов в Освободительной войне было более чем заметным. Соединения и отдельные лица сулиотов участвовали почти во всех сухопутных сражениях войны. Особенно заметным было их участие в первой, второй и третьей осадах Месолонгиона.
Прибывший в Месолонгион после второй осады города, лорд Байрон содержал до своей смерти, на свои деньги, небольшой отряд сулиотов.
Многие сулиоты отличились в ходе войны, получив звания тысячника и генерала.
Многие пали на полях сражений, войдя в пантеон погибших героев нации.

## После войны
С окончанием войны, Сули и Эпир в целом оказались вне пределов возрождённого греческого государства. Сулиоты, сделавшие так много для возрождения Греции, не только потеряли свою Родину, но не имели ни земли, ни постоянных жилищ. В 1832 году сулиотам были предоставлены земли для поселения вокруг городов Агринион и Навпактос, где и поселилась основная масса сулиотов. Поселившиеся здесь семьи были поредевшими после войны. Некоторые семьи поселились в Месолонгионе, Афинах и других городах, а также на островах. Многие продолжили традицию и стали офицерами Греческого королевства, некоторые из сулиотов стали генералами и министрами, сулиот Дзавелас, Кицос стал премьер-министром страны.
Но малочисленные сулиоты постепенно теряли свою языковую и культурную особенность, постепенно ассимилируясь в общей массе греческого населения.
Вместе с этим, оторванная от родных гор, «Сулиотская конфедерация» осталась навсегда в истории.

## В Сули
После исхода сулиотов в 1822 году, турки снесли дома в Тетрахори (четырёх сёлах ядра Сули). Турками было также «навсегда» запрещено заселение региона. В 1825 году было разрешено поселение одной единственной, не-сулиотской, семьи (Токаса), в качестве пекаря для гарнизона 30 турецких солдат в крепости Кьафы.
Заброшенные земли сулиотов стали пастбищами соседних сёл.
Через 90 лет после исхода сулиотов, в 1913 году, в ходе Балканских войн, Эпир и Сули были освобождены греческой армией. В 1927 году «Парламент эллинов» принял закон о спасении жилищ, церквей и крепостей Сули. Селение Сули-Самонива с 1924 года принадлежало муниципалитету Палеохори. В 1956 году Сули был объявлен поселением под защитой государства и департамента византийских древностей Янины. В 1999 году был создан современный муниципалитет Сули, в который входят сёла Авлотопос, Кофколии, Самонива, Цагари и Фросини.